# Tour de la Vierge (Tallinn)
La tour de la Vierge (en estonien : Neitsitorn) est une tour des remparts de Tallinn en Estonie.

## Présentation
La tour est située du côté sud-ouest de la vieille ville de Tallin, à Lühike jalg 9a.
Les tours voisines sont la tour Kiek in de Kök au sud et la tour de l'étable au nord.
Le mur des remparts de Tallinn jouxte directement la tour.
Le jardin du roi du Danemark est situé près de la tour.
La tour a été construite entre 1370 et 1373, sa première mention documentée remonte à 1373.
La tour, construite en échauguette sur un plan trapézoïdal, avait à l'origine trois étages et sa hauteur était de 12,5 mètres.
En 1461-1462, la tour a été agrandie et a reçu un nouveau parapet couvert avec des embrasures, qui convenait également aux armes à feu plus grosses comme les arquebuses. Au Moyen Âge, elle a servi de prison pour les femmes, notamment les prostituées,.
La tour a été gravement endommagée en 1577 pendant la  guerre de Livonie.
Bien qu'elle ait été réparée et reconstruite à plusieurs reprises, elle n'avait plus aucune signification militaire en raison de l'évolution de la technologie des armes.
Elle servit de prison jusqu'en 1626.
Jusque dans les années 1960, la tour a abrité des ateliers d'artistes.
La façade du côté nord-est avait de grandes fenêtres menant à une grande pièce lumineuse à l'intérieur.
Les artistes Kristjan Raud et Paul Raud y ont vécu et travaillé, l'architecte Karl Burman y a vécu plusieurs décennies après la Seconde Guerre mondiale. Une plaque commémorative en pierre a également été érigée pour Paul et Kristjan Raua dans le jardin du roi du Danemark, à côté de la tour de la Vierge.
Les premiers travaux de rénovation d'après-guerre ont commencé en 1953. Dans les années 1956 et 1960-1961, la partie de l'enceinte effondrée entre la tour de l'étable et la tour de la jambe courte a été restaurée telle qu'elle existait au XIVe siècle.
La tour a été rénovée en 1968 et le café Neitsitorni y a été ouvert le 31 décembre 1980, mais a fermé ses portes au début des années 1990.
En 2013, dans la tour de la Vierge un musée a ouvert ses portes avec une exposition dans une cave voûtée et un nouveau café.

## Galerie

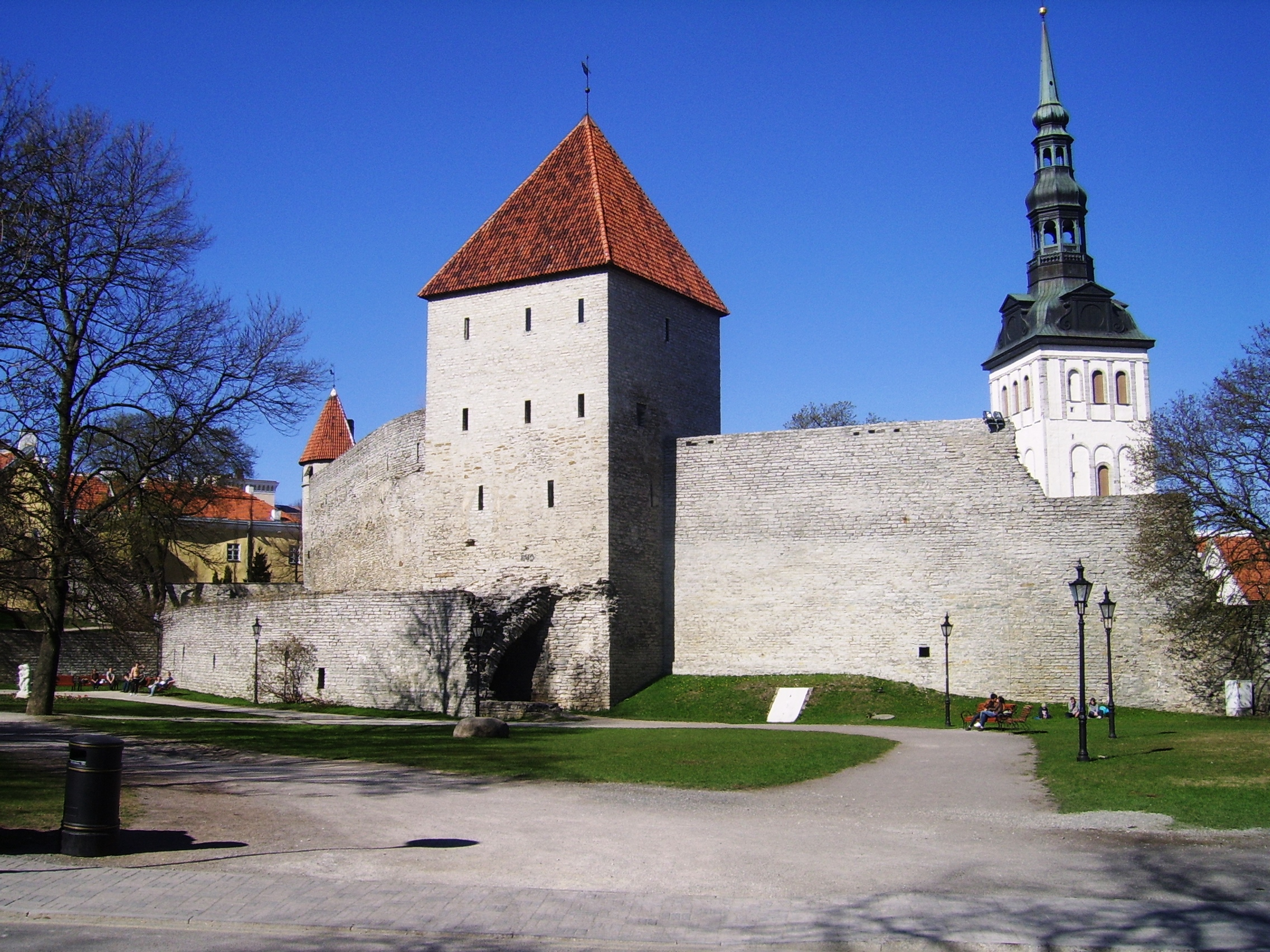
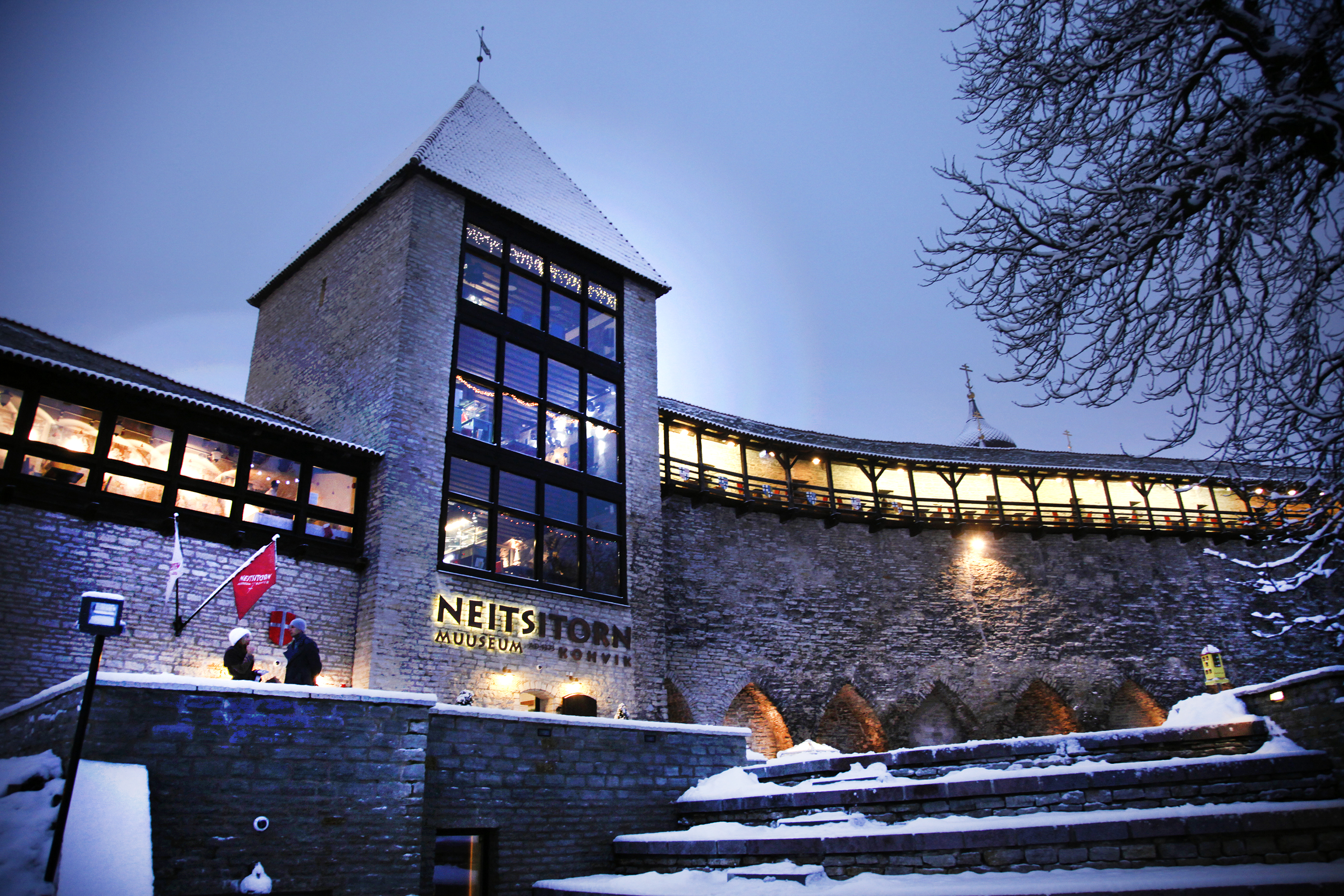
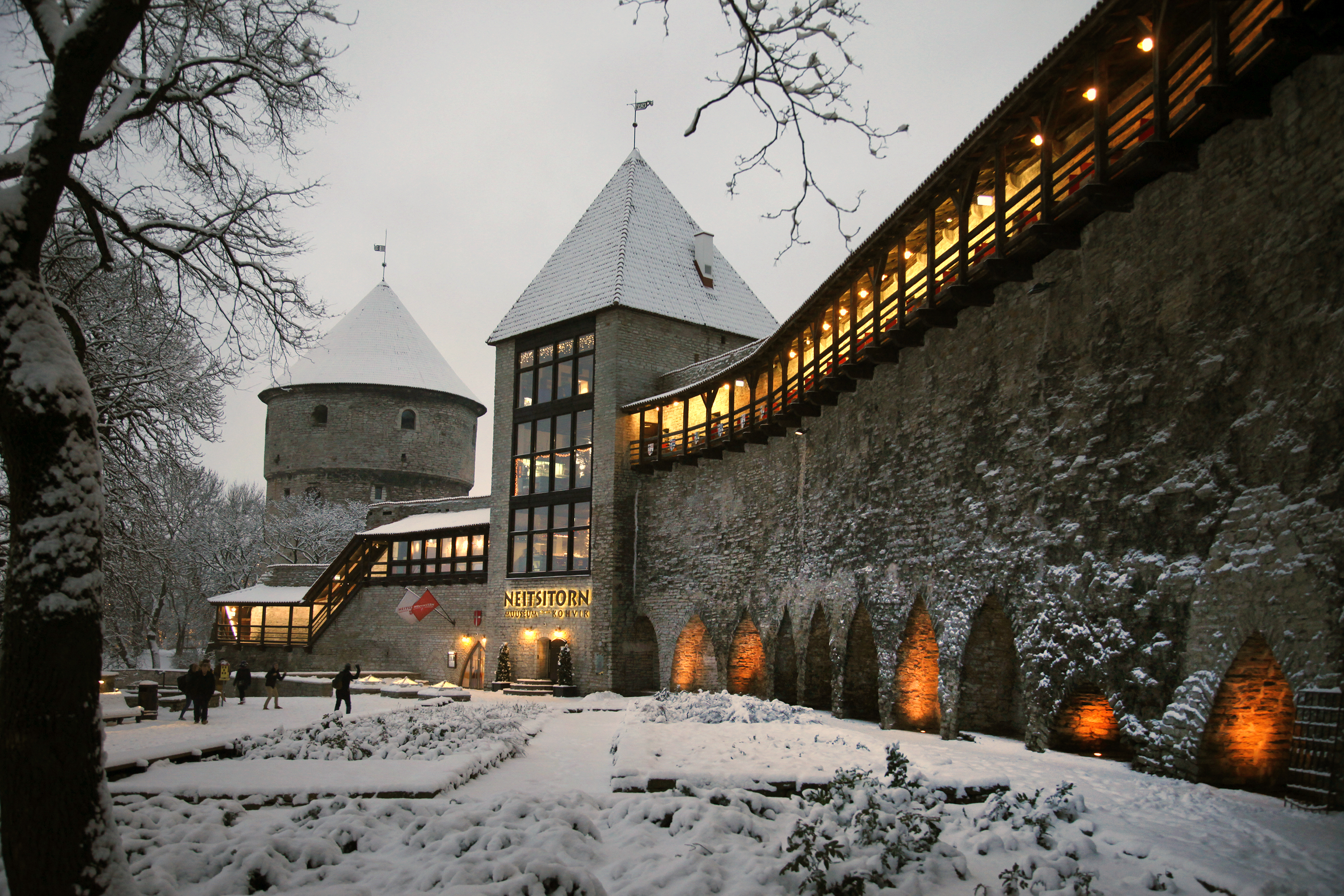
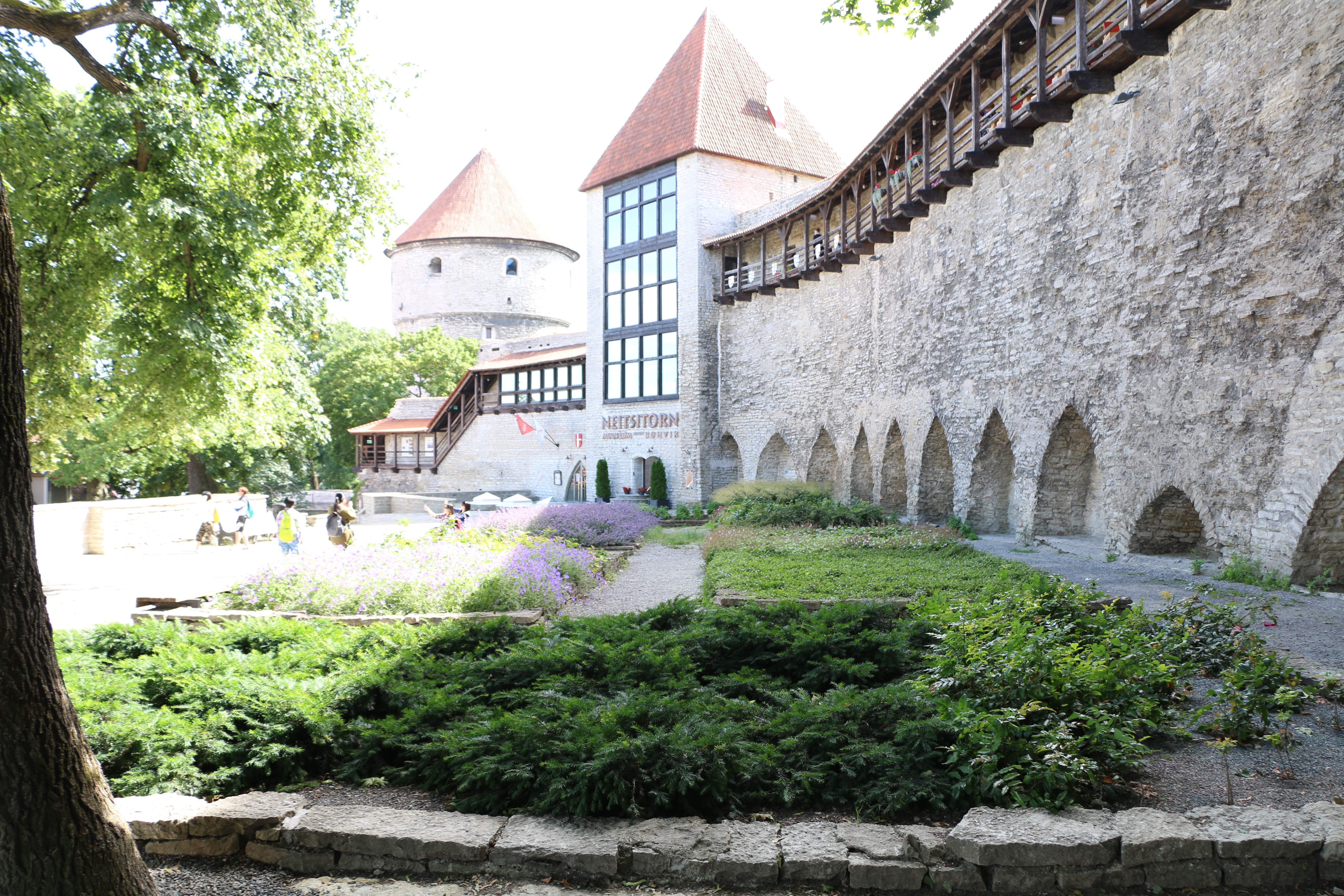